# Fajka akwarystyczna

Fajki akwarystyczne mają różny wygląd

Fajka akwarystyczna – urządzenie wykonane ze szkła w kształcie fajki, służące do odłowu z akwarium tarliskowego lub ogólnego, narybku najczęściej ryb żyworodnych, żerujących przy powierzchni wody w akwarium. Stosowanie fajki zamiast siatki akwarystycznej zapobiega uszkodzeniom ciała ryb.
Zobacz też
- żyworodność